# Кокорево (Вологодская область)
Кокорево — деревня в Череповецком районе Вологодской области.
Входит в состав Коротовского сельского поселения, с точки зрения административно-территориального деления — в Коротовский сельсовет.
Расстояние до районного центра Череповца по автодороге — 62 км, до центра муниципального образования Коротово по прямой — 5 км. Ближайшие населённые пункты — Улома, Заречье, Шейно.
По переписи 2002 года население — 22 человека (11 мужчин, 11 женщин). Всё население — русские.